# Harun Yildirim
Harun Yildirim (* 10. März 1981 in Kiel) ist ein türkischer Schauspieler.

## Leben
Harun Yildirim wuchs mit Türkisch und Deutsch als Muttersprachen auf. Er absolvierte seine Schauspielausbildung von 2004 bis 2008 an der „Freien Schauspielschule Hamburg“. Erste Theaterengagements hatte er beim Hamburger Sprechwerk, am Ernst-Deutsch-Theater und bei der Kabarettbühne „Politbüro Hamburg“.
In der Spielzeit 2009/10 spielte er erstmals an der Komödie Winterhuder Fährhaus, wo er in der Rolle des Kammerjägers zur Premierenbesetzung von Justine del Cortes Screwball-Komödie Die Ratte gehörte.
Seit 2016 tritt er regelmäßig am Kleinen Hoftheater in Hamburg auf.
2018 gastierte er an der Komödie Kassel und an der Komödie Bielefeld. 2019 spielte er an der Komödie Winterhuder Fährhaus neben Saskia Valencia, Tommaso Cacciapuoti und Ralf Komorr den Gangster Mr. Big in der Komödie Funny Money von Ray Cooney.
Yildirim ist auch in Film- und Fernsehrollen zu sehen. In der KIKA-Kinder- und Jugendserie Die Pfefferkörner hat er seit Anfang 2022 eine durchgehende Nebenrolle als Polizeibeamter und Familienvater Nazim Celik.
In der ARD-Fernsehreihe Die Eifelpraxis spielt er seit dem 12. Film Unter Druck (Erstausstrahlung: September 2022) als Nachfolger von Mohamed Achour den Physiotherapeuten Djamal und Lebensgefährten des Monschauer Apothekers Georg Röver (Barnaby Metschurat). In der 23. Staffel der ZDF-Krimiserie Die Rosenheim-Cops (2023) übernahm er eine Episodenhauptrolle als tatverdächtiger Ex-Freund einer ermordeten erfolgreichen Klangtherapeutin. Seit März 2025 (Folge 7589) spielt er in der RTL-Serie Unter uns den Architekten Ferhat Gülek.
Yildirim ist auch als Sprecher und Werbedarsteller tätig. Er lebt in Henstedt-Ulzburg.

## Filmografie (Auswahl)
- 2006: Brennendes Herz (Fernsehfilm)
- 2014: Die Pfefferkörner: Liebe macht blind (Fernsehserie, eine Folge)
- 2017: Bad Sheriff (Kurzfilm)
- 2022–2023: Die Pfefferkörner (Fernsehserie, Serienrolle)
- 2022: Die Eifelpraxis: Unter Druck (Fernsehreihe)
- 2022: Die Eifelpraxis: Verlorener Vater (Fernsehreihe)
- 2023: Die Rosenheim-Cops: Ordnung ist das halbe Leben (Fernsehserie, eine Folge)
- 2025: Unter uns (Fernsehserie, Serienrolle)